# Fitz-James
Fitz-James is een gemeente in het Franse departement Oise (regio Hauts-de-France). De plaats maakt deel uit van het arrondissement Clermont. Fitz-James telde op 1 januari 2022 2.546 inwoners.

## Geografie
De oppervlakte van Fitz-James bedroeg op 1 januari 2022 9,65 vierkante kilometer; de bevolkingsdichtheid was toen 263,8 inwoners per km².

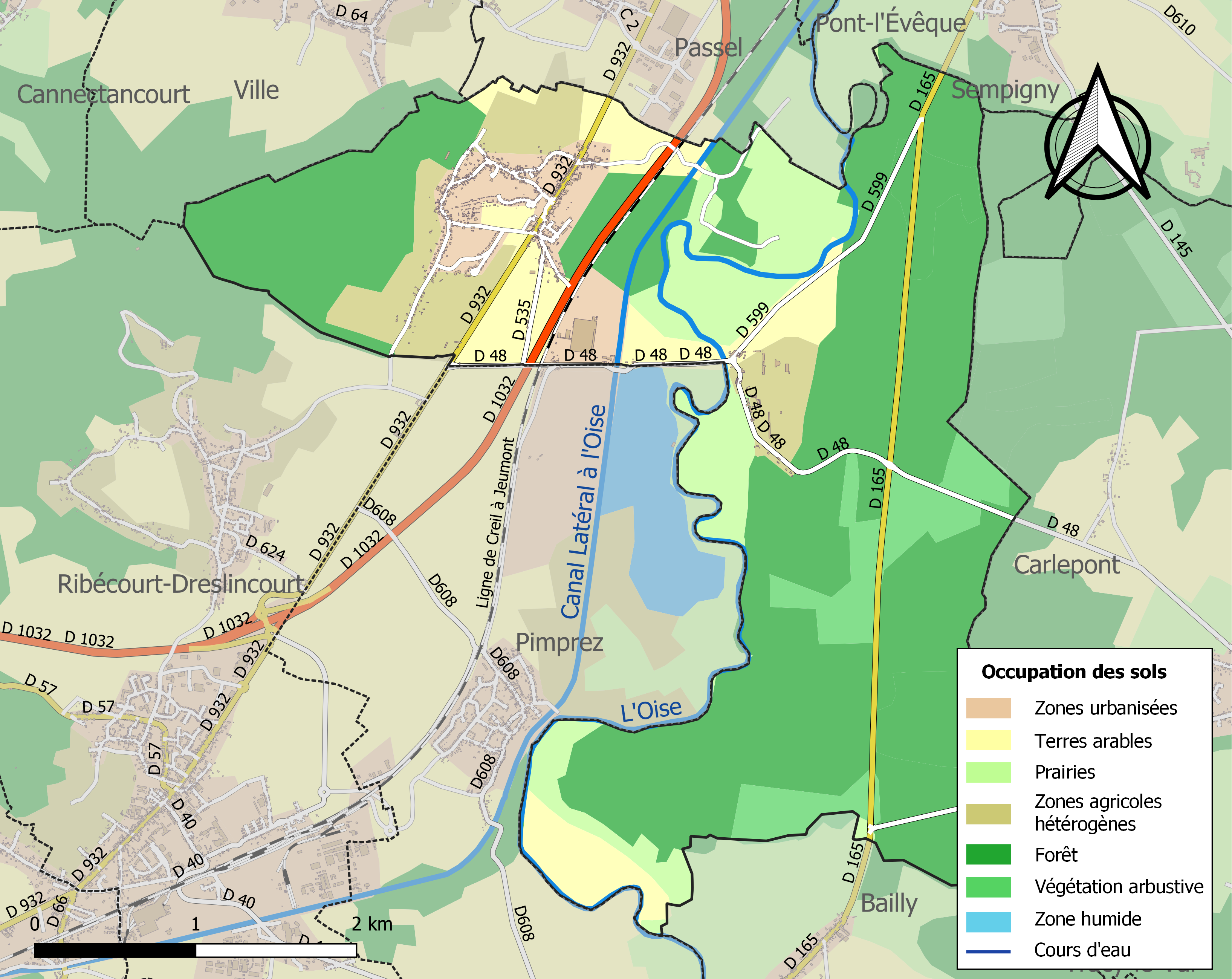
Kaart van de gemeente met belangrijkste infrastructuur, bodemgebruik en omliggende gemeenten

## Demografie
Onderstaande figuur toont het verloop van het inwonertal (bron: INSEE-tellingen).